# Moonachie
Moonachie és una població dels Estats Units a l'estat de Nova Jersey. Segons el cens del 2008 tenia 2.725 habitants.

## Demografia
Segons el cens del 2000, Moonachie tenia 2.754 habitants, 1.041 habitatges, i 707 famílies. La densitat de població era de 614,6 habitants/km².
Dels 1.041 habitatges en un 28,1% hi vivien nens de menys de 18 anys, en un 52,6% hi vivien parelles casades, en un 10,8% dones solteres, i en un 32% no eren unitats familiars. En el 27,8% dels habitatges hi vivien persones soles l'11,4% de les quals corresponia a persones de 65 anys o més que vivien soles. El nombre mitjà de persones vivint en cada habitatge era de 2,65 i el nombre mitjà de persones que vivien en cada família era de 3,27.
Per edats la població es repartia de la següent manera: un 20,9% tenia menys de 18 anys, un 7,6% entre 18 i 24, un 30,1% entre 25 i 44, un 26,1% de 45 a 60 i un 15,3% 65 anys o més.
L'edat mediana era de 40 anys. Per cada 100 dones de 18 o més anys hi havia 95,6 homes.
La renda mediana per habitatge era de 50.571 $ i la renda mediana per família de 62.163 $. Els homes tenien una renda mediana de 41.875 $ mentre que les dones 32.829 $. La renda per capita de la població era de 24.654 $. Aproximadament l'1,7% de les famílies i el 3,8% de la població estaven per davall del llindar de pobresa.

## Poblacions més properes
El següent diagrama mostra les poblacions més properes.